# Steven Burke
Steven James Burke (ur. 4 marca 1988 w Burnley) – brytyjski kolarz torowy, trzykrotny medalista olimpijski, wielokrotny medalista mistrzostw świata, mistrz Europy.

## Kariera
Pierwszy sukces w karierze Steven Burke osiągnął w 2005 roku, kiedy został mistrzem Europy juniorów w drużynowym wyścigu na dochodzenie. W tym samym roku i tej samej konkurencji był także drugi na mistrzostwach świata juniorów. W kategorii juniorów zdobył również złoty medal mistrzostw Europy i brązowy medal mistrzostw świata w 2006 roku. W latach 2007–2008 zdobył ponadto trzy medale mistrzostw Europy w kategorii U-23. W 2008 roku wystąpił na igrzyskach olimpijskich w Pekinie, gdzie w swoim jedynym starcie, indywidualnym wyścigu na dochodzenie, wywalczył brązowy medal. W wyścigu tym lepsi okazali się tylko jego rodak Bradley Wiggins i Hayden Roulston z Nowej Zelandii. Wspólnie z Andrew Tennantem, Benem Swiftem i Edwardem Clancym zdobył w 2010 roku srebrny medal w drużynowym wyścigu na dochodzenie na mistrzostwach świata w Kopenhadze, a na mistrzostwach Europy w Pruszkowie Brytyjczycy w składzie: Burke, Clancy, Tennant i Jason Queally byli najlepsi w tej samej konkurencji. W drużynowym wyścigu na dochodzenie Burke zdobył także brązowy medal na mistrzostwach świata w Apeldoorn w 2011 roku (razem z Clancym, Peterem Kennaugh'em i Tennantem) oraz złoty na rozgrywanych rok później mistrzostwach świata w Melbourne (z Clancym, Kennaugh'em, Geraintem Thomasem i Tennantem). W podobnym składzie (bez Tennanta) Brytyjczycy zwyciężyli także podczas igrzysk olimpijskich w Londynie w 2012 roku. Na mistrzostwach świata w Mińsku w 2013 roku reprezentacja Wielkiej Brytanii w składzie: Steven Burke, Edward Clancy, Samuel Harrison i Andrew Tennant zdobyła kolejny srebrny medal.
Jest ponadto wielokrotnym medalistą Wielkiej Brytanii.